# Hugh Boscawen (1er vicomte Falmouth)
Hugh Boscawen (prononcez "Boscowen")  ( /b ɒ s k oʊ ən /. bos-KOH -ən ; ca. 1680- 25 octobre 1734) est un whig politique qui siège à la Chambre des communes pour les circonscriptions électorales de Cornouailles de 1702 à 1720, date à laquelle il est élevé à la pairie comme vicomte Falmouth.

## Famille
Il est le fils aîné d'Edward Boscawen (1628-1685), député et marchand, de son épouse Jael Godolphin, fille de Francis Godolphin (1605-1667). Les Boscawens sont une ancienne famille de Cornouailles. Son grand-père Hugh Boscawen (né en 1620) de Tregothnan est treizième descendant d'un certain Henry de Boscawen. Il tire un revenu énorme de ses mines de cuivre à Chacewater et à Gwennap où il est le principal propriétaire. La mine de Chacewater, maintenant connue sous le nom de Wheal Busy, est située dans ce qu'on appelait à l'époque "le mile carré le plus riche du monde". Au cours de son exploitation, elle produit plus de 100 000 tonnes de minerai de cuivre et 27 000 tonnes d’arsenic. Ses oncles Hugh Boscawen (1625-1701) et Charles Boscawen (1627-1689) sont également députés en Cornouailles.
Il inscrit au Collège King, Cambridge en 1697. En 1701, il hérite Tregothnan de son oncle, Hugh Boscawen (1625-1701).

## Carrière
Il a le contrôle absolu de la représentation parlementaire des arrondissements de Tregony et de Truro et exerce une influence considérable sur les élections à Penryn. Il est élu député de Tregony de 1702 à 1705, du comté de Cornouailles de 1705 à 1710, de Truro de 1710 à 1713 et de Penryn de 1713 à juin 1720. En 1720, il est élevé à la pairie sous le nom de baron Boscawen et le vicomte Falmouth. Avant et après l'avènement de George Ier, il dépense d'importantes sommes d'argent pour soutenir les Whig et est récompensé par de nombreux postes de lucratifs.
Il est valet de la chambre à coucher de Prince George du Danemark, régisseur du duché de Cornouailles et Lord Warden des Stannaries en 1708, contrôleur de la maison de 1714 à 1720 et co-vice-trésorier d'Irlande de 1717 à quelques mois avant sa mort.

## Mariage et descendance
Il épouse le 23 avril 1700 dans la chapelle de Henri VII, à l'Abbaye de Westminster, Charlotte Godfrey, fille aînée du colonel Charles Godfrey, maître du bureau des bijoux et de son épouse Arabella Churchill. Charlotte est décédée le 22 mars 1754 et est également enterrée à Penkivel. Elle a voulu devenir la dame de la chambre de l'épouse du roi George II et a tenté de persuader Lady Sundon (Charlotte Clayton Sundon) d'obtenir le poste pour elle. Ils ont :
- Anne (1703 / 4-1749), qui épouse Cecil Bishopp (6e baronnet) (en)
- Hugh Boscawen (2e vicomte Falmouth) (1707-1782)
- Edward Boscawen (1711-1761), amiral
- George Boscawen (général) (1712-1775), député et général
- John Boscawen (1714-1767), député

Il est décédé subitement à Trefusis, dans les Cornouailles, à l'âge de 54 ans et est enterré à St Michael Penkivel.